# Anoda succulenta
Anoda succulenta är en malvaväxtart som beskrevs av P.A. Fryxell. Anoda succulenta ingår i släktet glansmalvor, och familjen malvaväxter. Inga underarter finns listade i Catalogue of Life.